# Bejneu
Bejneu (kaz. Бейнеу) – wieś w Kazachstanie; w obwodzie mangystauskim; 14 400 mieszkańców (2006) . Ośrodek przemysłu spożywczego.